# Osella FA1D
O  FA1D  é o modelo da Osella das temporadas de 1982 e 1983 da Fórmula 1. Condutores: Jean-Pierre Jarier, Piercarlo Ghinzani e Corrado Fabi.

## Resultados[1]
(legenda) 
| Ano  | Chassi | Motor                | Pneus | Nº | Pilotos            | 1   | 2   | 3   | 4   | 5   | 6   | 7   | 8   | 9   | 10  | 11  | 12  | 13  | 14  | 15  | 16  | Pontos | Posição  |
| ---- | ------ | -------------------- | ----- | -- | ------------------ | --- | --- | --- | --- | --- | --- | --- | --- | --- | --- | --- | --- | --- | --- | --- | --- | ------ | -------- |
|      |        |                      |       |    |                    |     |     |     |     |     |     |     |     |     |     |     |     |     |     |     |     |        |          |
|      |        |                      |       |    |                    | RSA | BRA | USW | SMR | BEL | MON | USE | CAN | NED | GBR | FRA | GER | AUT | SWI | ITA | LVG |        |          |
| 1982 | FA1D   | Ford Cosworth DFV V8 | P     | 31 | Jean-Pierre Jarier |     |     |     |     |     |     |     |     |     |     |     | Ret | NQ  | Ret | Ret | DNS | 01 (3) | 13º      |
|      |        |                      |       |    |                    |     |     |     |     |     |     |     |     |     |     |     |     |     |     |     |     |        |          |
|      |        |                      |       |    |                    | BRA | USW | FRA | SMR | MON | BEL | USE | CAN | GBR | GER | AUT | NED | ITA | EUR | RSA |     |        |          |
| 1983 | FA1D   | Ford Cosworth DFV V8 | M     | 31 | Corrado Fabi       | Ret | NQ  | Ret | Ret | NQ  | Ret | NQ  | Ret |     |     |     |     |     |     |     |     | 02     | NC (20º) |
| 1983 | FA1D   | Ford Cosworth DFV V8 | M     | 32 | Piercarlo Ghinzani | NQ  | NQ  | NQ  |     |     |     |     |     |     |     |     |     |     |     |     |     | 02     | NC (20º) |

↑1  Do África do Sul até França, Jarier e Paletti (até o Canadá) conduziram o FA1C marcando 3 pontos totais.
↑2  Do San Marino até África do Sul, Ghinzani e C.Fabi conduziram o FA1E.